# Desmond Skirrow
John Desmond Skirrow (n. 13 noiembrie 1923, Barry⁠(d), Țara Galilor, Regatul Unit – d. 16 august 1976), a fost un scriitor de thriller britanic.

### Romane cu John Brock
- It Won't Get You Anywhere - Nu te va duce nicăieri (1966)
- I was Following This Girl (1967)
- I'm Trying to Give It Up - Încerc să renunț (1968)

### Alte romane
- The Case of the Silver Egg (1966)
- Săraca prepeliță (1969)

### Alte cărți
- Cowboy Kate & Other Stories (1964)
- November Girl (1967)